# Inebilizumab
Inebilizumab es un medicamento indicado en el tratamiento del trastorno del espectro de la neuromielitis óptica (TENMO). Esta enfermedad es un proceso poco frecuente que afecta a entre 0.5 y 4 personas por 100 000 habitantes y provoca una disminución grave de la agudeza visual, parálisis en las extremidades y perdida de sensibilidad.

## Historia
El medicamento fue aprobado para uso médico en Estados Unidos en junio de 2020.

## Indicaciones
Está indicado en pacientes adultos diagnosticados del trastorno del espectro de la neuromielitis óptica (TENMO) que presenten anticuerpos antiacuaporina-4 de inmunoglobulina G (IgG-AQP4). Los anticuerpos contra la acuaporina-4 son un marcador sérico altamente específico de la neuromielitis óptica que facilita el diagnóstico diferencial con la esclerosis múltiple clásica.

## Mecanismo de acción
Es un anticuerpo monoclonal dirigido contra el antígeno CD19 presente en los linfocitos B y las células plasmáticas. Los mecanismos de autoinmunidad mediados por linfocitos B son una característica importante en mucha enfermedades neurológicas de origen autoinmune.

## Efectos adversos
Los efectos adversos observados con más frecuencia son infección urinaria y dolor articular. Puede producir disminución del nivel de inmunoglobulina G e inmunoglobulina M. Existe riesgo de reactivación de infección por el virus de la hepatitis B, por lo que se recomienda realizar un cribado previo antes de iniciar el tratamiento y no administrar a personas que presenten hepatitis B activa o tuberculosis activa. Al igual que ocurre con otras terapias que afectan a la inmunidad, existiría un riesgo hipotético de presentar leucoencefalopatía multifocal progresiva, por lo que debe suspenderse el tratamiento si existen indicios de esta enfermedad. No se recomiendan las vacunas con microorganismos vivos durante el periodo de administración del fármaco. Puede provocar daño fetal por lo que no es recomendable administrar el tratamiento a mujeres embarazadas.